# Bernardo Segall
Bernado Segall (Campinas, 4 de agosto de 1911 — Los Angeles, 26 de novembro de 1993) foi um compositor e pianista brasileiro.  Segall era sobrinho do pintor Lasar Segall. 
Bernardo Segall fez sua estréia profissional como pianista aos 9 anos, em Campinas. Aos 16 anos ele viajou para os Estados Unidos, onde estudou com Alexander Siloti e, aos 21 anos, fez sua estréia americana no Town Hall de Nova Iorque, depois de executar em orquestras como a Filarmônica de Nova York. Além de atuar como um pianista de concerto, Bernardo Segall também manteve uma carreira adicional como compositor para teatro, balé, cinema e televisão. 
Segall era casado com a bailarina e coreógrafa Valerie Bettis, e compôs muitas peças que ela dançou. Alguns dos filmes notáveis e programas de televisão em que ele trabalhou incluem The Great St. Louis Bank Robbery (1959, estrelado por Steve McQueen), Columbo e Airwolf.